# Welik Kapaszow
Welik Kapaszow (Asenovgrad, Bulgaria, 15 de abril de 1935-27 de marzo de 2017) fue un gimnasta artístico búlgaro medallista de bronce olímpico en Roma 1960 en anillas.

## Carrera deportiva
En los JJ. OO. de Roma 1960 ganó el bronce en el ejercicio de anillas, quedando situado en el podio tras los soviéticos Albert Asaryan y Boris Shakhlin, y empatado con el japonés Takashi Ono.